# ریگولتو (فیلم ۱۹۵۶)
ریگولتو (ایتالیایی: Rigoletto) فیلمی ملودرام و موزیکال به کارگردانی فلاویو کالتساوارا محصول سال ۱۹۵۶ است.

## بازیگران
- آلدو سیلوانی در نقش Rigoletto
- Janet Vidor در نقش Gilda
- Gérard Landry در نقش Duke of منتووا
- لوریس جیتسی در نقش Count of چپرانو
- چزاره پولاکو در نقش Sparafucile
- فرانکا تامانتینی در نقش Maddalena
- گوالتیه‌رو تومیاتی در نقش Count of Monterone
- نیه‌تا زوکی در نقش Giovanna
- ویتوریو ویزر در نقش Marullo
- رناتو کیانتونی در نقش The Poet
- Mario Terribile در نقش Borsa